# Dark Fortress
Dark Fortress est un groupe de black metal symphonique allemand, originaire de Landshut, en Bavière.

## Biographie
Dark Fortress est formé en 1994 à Landshut, en Allemagne. Le 22 février 1997, le groupe joue son premier concert au Path of Debris, Crack Up et Blackend de Landshut, aux côtés de groupes comme Desaster, Lunar Aurora et Nagelfar. Le groupe sort ensuite sa première démo, Rebirth of the Dark Age qui commencera à les faire connaitre sur la scène Metal underground. Ce succès leur vaudra de réaliser un split CD avec le groupe Barad Dür, qui s'intitule Towards Immortaliy qui sortira sous le label Fog of the Apocalypse Records. Le groupe souhaitait depuis un moment la publication d'un split. Ils expliquent également, lors d'interviews, suivre le développement de la scène NSBM,.
Après un succès grandissant, Dark Fortress sort son premier album studio en 2001, Tales From Eternal Dusk, dont le son est inspiré par des groupes comme Dissection, Unanimated, Satyricon et Dimmu Borgir. Après quelques changements dans le line-up, le groupe sort un deuxième album studio, Profane Genocidal Creations, qui sort en février 2003, montrant l'évolution de Dark Fortress dans le mélange d'éléments classiques et de black metal dans sa musique. Avec un line-up stabilisé, le groupe peut enfin partir en grande tournée avec des groupes de metal extrême bien plus populaires qu'eux, comme Behemoth, Impaled Nazarene, Pungent Stench, God Dethroned ainsi que d'autres groupes moins connus de la scène metal. Rétrospectivement, certains se trouvaient insatisfaits du son de l'album.
Au cours de l'année suivante, Dark Fortress sort un troisième album studio, Stab Wounds, qui les révélera à la scène Metal Allemande et surtout à l'Europe entière. Leur album suivant, Séance, obtient un succès encore plus grand. Le groupe devient alors plus qu'un simple groupe de black metal de l'underground Allemand. Les principaux thèmes de l'album cherchent à briser le cliché des paroles de black metal focalisées sur l'apologie du satanisme et du suicide. Les paroles de cet album abordent plutôt le thème de la fragilité de l'existence humaine et des illusions de l'humanité. Le 13 mai (2007, le chanteur du groupe, Azathoth, est renvoyé du groupe pour des raisons de conflits avec d'autres membres du groupe, il sera remplacé par le vocaliste Morean. En 2008, le groupe sort Eidolon avec leur nouveau chanteur.
Le nouvel album Ylem est publié le 25 janvier 2010 en Europe, un nouveau morceau est disponible sur leur page MySpace. En 2014 sort l'album Venereal Dawn.

## Influences et style musical
Leur style musical, principalement à leurs débuts, est très largement influencé par le groupe de black metal symphonique norvégien Dimmu Borgir, entre autres au niveau des sonorités de la musique et du chant de Azathoth, qui se rapproche beaucoup de celui de Shagrath.

## Membres

### Membres actuels
- Asvargr – guitare (depuis 1994)
- Draug – basse (depuis 2000)
- Seraph – batterie (depuis 2001)
- V. Santura – guitare (depuis 2001)
- Morean – chant (depuis 2007)
- Phenex – clavier (depuis 2015)

### Anciens membres
- Azathoth - chant (1994-2007)
- Njord - basse (1994–1997)
- Zoltan - basse (1997–2000)
- Charon - batterie (1994–2000)
- Crom - guitare, basse (1997–2001)
- Thamuz - clavier (1994–1997)

## Discographie

### Albums studio
- 2001 - Tales From Eternal Dusk
- 2003 - Profane Genocidal Creations
- 2004 - Stab Wounds
- 2006 - Seance
- 2008 - Eidolon
- 2010 - Ylem
- 2014 - Venereal Dawn
- 2020 - Spectres From the Old World

### Compilations et Albums en public
- 2025 - Anthems From Beyond the Grave (Live in Europe 2023)